# Rozmnażanie roślin

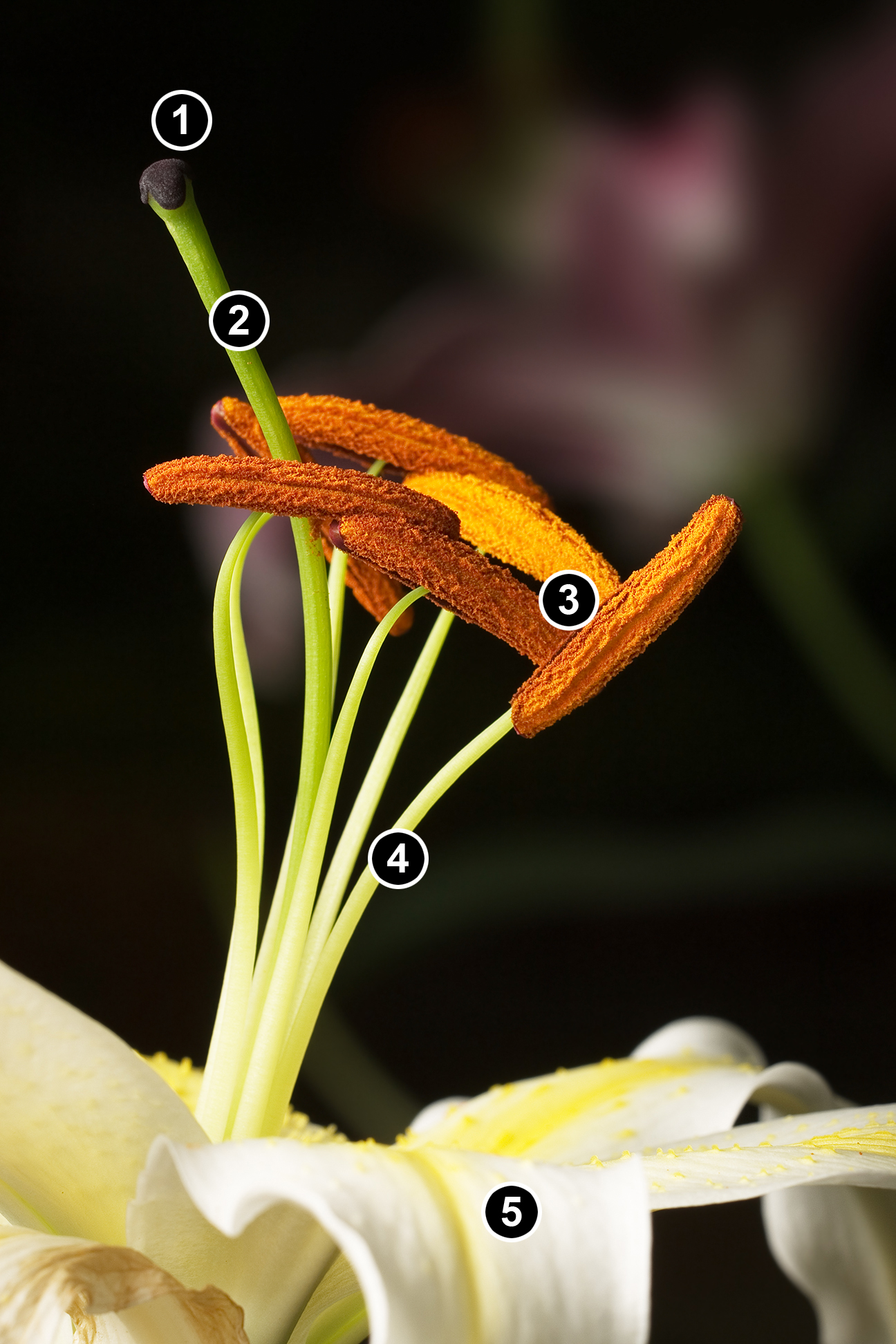
U roślin nasiennych struktury biorące udział w rozmnażaniu płciowym znajdują się w kwiatach

Rozmnażanie roślin – wytwarzanie nowych osobników roślin prowadzące do zwiększenia liczebności populacji i rozszerzenia zasięgu gatunku. Samoodtwarzanie materii organicznej zachodzi na poziomie replikacji DNA, podziałów komórkowych oraz rozmnażania organizmów, aby doszło do rozmnożenia rośliny muszą zajść procesy samoodtwarzania na niższych poziomach. Wyróżniane są dwa podstawowe rodzaje rozmnażania roślin: rozmnażanie wegetatywne (rozmnażanie bezpłciowe) oraz rozmnażanie generatywne (rozmnażanie płciowe). Poznano procesy rozmnażania roślin w warunkach naturalnych, opracowano wiele metod rozmnażania roślin w warunkach sztucznych. Prowadzone są także eksperymenty nad rozmnażaniem roślin w warunkach przestrzeni kosmicznej na orbicie okołoziemskiej. Procesy rozmnażania roślin poza Ziemią badano na roślinach należących do Arabidopsis, Epidendrum, Pisum, Triticum. Jeżeli warunki fizyczne mieszczą się w granicach potrzeb fizjologicznych badanych roślin, ich rozmnażanie przebiega prawidłowo także na orbicie okołoziemskiej.

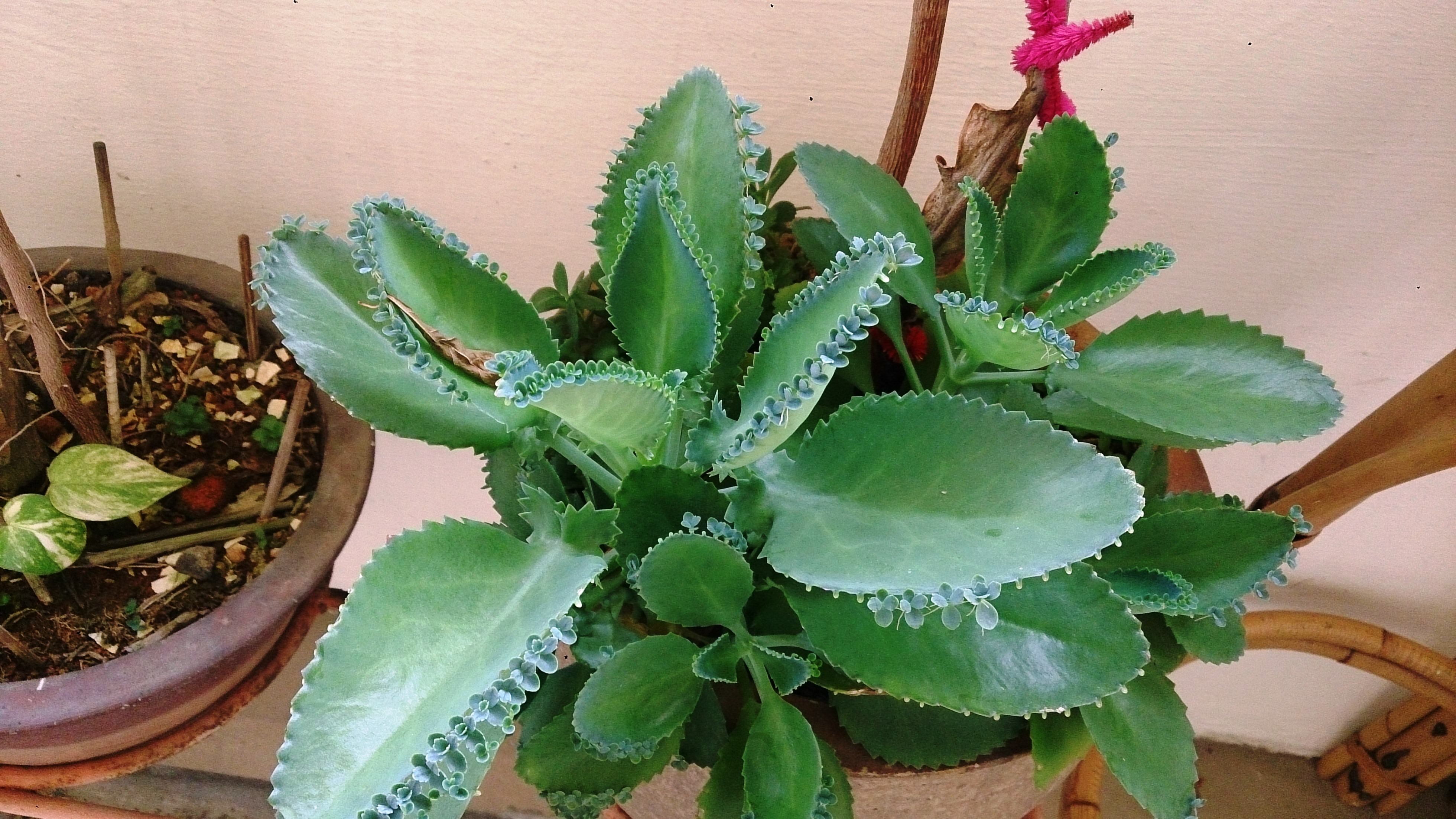
U żyworódki nowe rośliny powstają z grup komórek merystematycznych na brzegach liści

Rozmnażanie bezpłciowe może przebiegać na dwa sposoby. Pierwszy to podział ciała organizmu i dalsze życie jako w pełni samodzielne, niezależne osobniki. Drugi sposób polega na wytworzeniu wyspecjalizowanych struktur lub pojedynczych komórek przez organizm rodzicielski. Z utworów takich rozwijają się nowe osobniki. Podstawowym kryterium zaliczenia sposobu rozmnażania do bezpłciowego jest zachodzenie jedynie podziałów mitotycznych. Nowo powstałe osobniki są genetycznie identyczne z rodzicem z wyjątkiem mutacji.

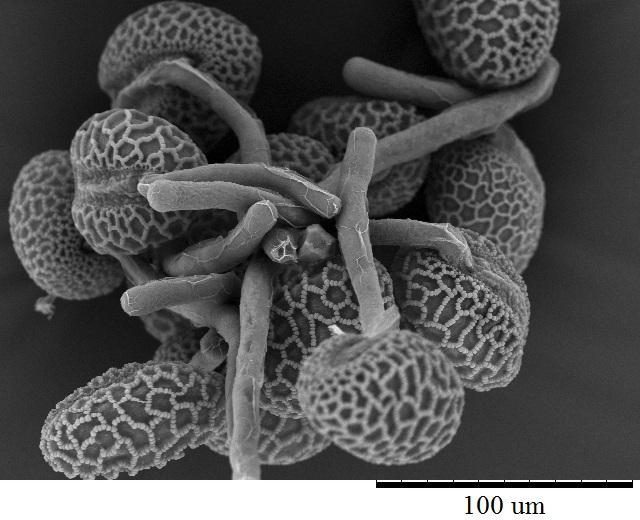
U roślin nasiennych gametofit męski zredukowany jest do ziarna pyłku. Pyłek lilii wytwarzający łagiewki pyłkowe.

Rozmnażanie płciowe polega na wytworzeniu w pewnym stadium rozwoju rośliny komórek rozrodczych – gamet, z których rozwija się nowy organizm dopiero po połączeniu z inna komórką rozrodczą. Każda z gamet wnosi do nowego organizmu swój zespół chromosomów. Powstająca w wyniku zapłodnienia (syngamii) komórka nazywana jest zygotą i zawiera podwójny (diploidalny) zestaw chromosomów. Powstanie gamet poprzedza podział mejotyczny, będący nierozłącznym elementem rozmnażania płciowego. W wyniku mejozy liczba chromosomów w komórce ulega redukcji do połowy ich liczebności w komórkach diploidalnych. U większości roślin wytwarzane są mejospory – haploidalne zarodniki, z których u wielu glonów, mszaków i paprotników rozwija się samodzielny gametofit. Dopiero osobniki haploidalne wytwarzają gamety. Rozmnażanie przy udziale osobników diploidalnych (sporofitu) i haploidalnych (gametofitu) jest specyficzne dla roślin i jest nazywane przemianą pokoleń. Mejospory, w przeciwieństwie do zarodników biorących udział w rozmnażaniu bezpłciowym, nie powtarzają składu genetycznego osobnika rodzicielskiego. Nowe osobniki powstałe z połączenia dwóch gamet dziedziczą cechy po obu osobnikach rodzicielskich.
Szczególnym typem rozmnażania roślin jest apomiksja. Biorą w nim udział struktury zwykle zaangażowane w rozmnażanie płciowe. Jednak nasiona, a tym samym nowy osobnik powstaje bez zapłodnienia. Zarodek najczęściej powstaje bez mejozy z komórek archesporialnych lub jednej z komórek ośrodka albo osłonki. Roślina powstająca z takiego zarodka jest identyczna genetycznie z rośliną rodzicielską, jest to więc szczególny przypadek rozmnażania bezpłciowego. Niekiedy zarodek powstaje z niezapłodnionej komórki jajowej albo innej komórki gametofitu żeńskiego. W takiej sytuacji dochodzi po naturalnego wytworzenia rośliny haploidalnej z pojedynczym zestawem chromosomów. Takie osobniki zwykle są bezpłodne.

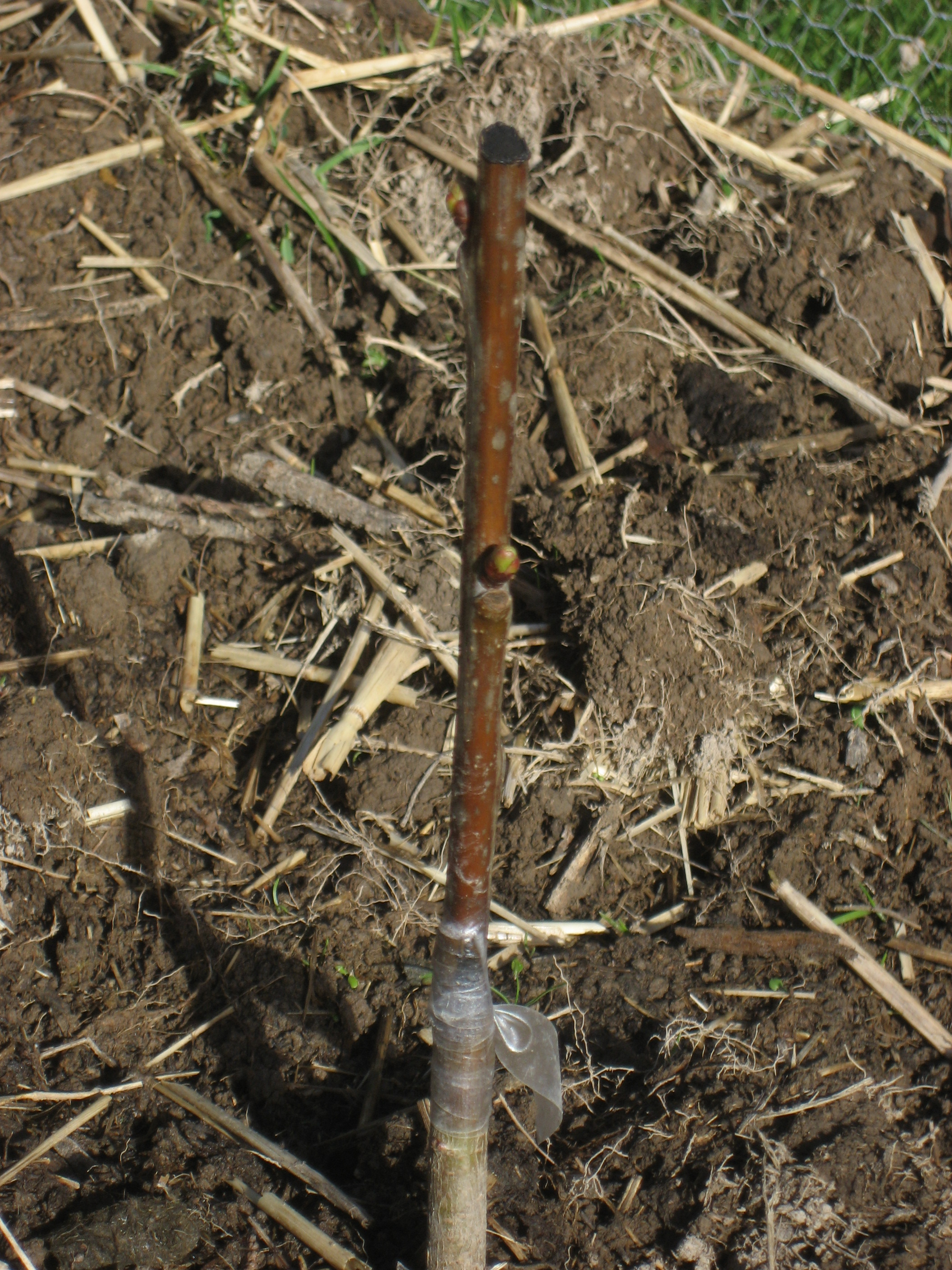
Szczepienie umożliwia rozmnażanie nadziemnej części roślin uprawianych przez człowieka

Nietypową formę rozmnażania roślin wykorzystuje się w sadownictwie i ogrodnictwie. Rozmnażanie heterowegetatywne (ksenowegetatywne, transplantacja) polega na rozmnażaniu osobników o cechach korzystnych z punktu widzenia człowieka z wykorzystaniem części innych osobników. Szczepienia prowadzą do wytworzenia jednego osobnika z elementów dwóch lub więcej roślin.

## Okrytonasienne
U najliczniejszej z obecnie istniejących roślin pokolenie płciowe jest silnie zredukowane. Gametofit męski zbudowany jest z zaledwie dwóch komórek – wegetatywnej i generatywnej, razem tworzących ziarno pyłku. Dojrzały gametofit żeński składa się z kilku komórek. Trzy z nich tworzą aparat jajowy, składający się z komórki jajowej oraz dwóch komórek określanych jako synergidy. Pozostałe składniki gametofitu to trzy komórki określane jako antypody, położone po przeciwnej stronie woreczka zalążkowego oraz komórka centralna powstająca z połączenia dwóch jąder biegunowych i otaczającej je cytoplazmy. Organy płciowe okrytonasiennych znajdują się w kwiecie. Najczęściej kwiaty są obupłciowe i zawierają zarówno organy płciowe męskie, jak i żeńskie. Część roślin ma kwiaty rozdzielnopłciowe, występujące na jednym osobniku. Takie rośliny nazywane są jednopiennymi. U części gatunków możliwe jest wyróżnienie osobników męskich, wykształcających jedynie kwiaty męskie i osobników żeńskich z kwiatami jedynie żeńskimi. Są to rośliny dwupienne. Dwupienność nie zawsze wiąże się z wyraźnym podziałem na rośliny męskie i żeńskie. U części gatunków, a nawet u odrębnych populacji, występują osobniki obupłciowe oraz osobniki żeńskie (ginodioecja) albo osobniki obupłciowe i osobniki męskie (androdioecja). Jeszcze innym, rzadko występującym wariantem rozkładu płci u roślin jest trójpienność, gdy w jednej populacji występują rośliny obupłciowe, męskie i żeńskie.
Wytworzenie kwiatów dochodzi w określonych warunkach środowiska. U niektórych gatunków roślin zdolność do rozmnażania płciowego uzależniona jest od grzybów mikoryzowych wpływających na przejście w fazę generatywną, ilość wytworzonych kwiatów, pyłku, produkcję owoców i nasion. Rozmnażanie płciowe może być też warunkowane przez grzyby endofityczne, uczestniczące w regulacji genów roślin.
Zapłodnienie u roślin okrytonasiennych poprzedzone jest przeniesieniem pyłku z pręcików na znamię słupka, czyli zapylenie. U większości roślin dochodzi do zapylenia krzyżowego lub sąsiedzkiego, chociaż istnieją też gatunki dla których normalne jest samozapylenie. Inne gatunki wykształciły szereg mechanizmów zapobiegających powstaniu zygoty z połączenia komórki jajowej i komórki plemnikowej tego samego osobnika. Wiele gatunków okrytonasiennych korzysta przy zapyleniu z pomocy zwierząt. Pyłek przenoszony jest najczęściej przez owady lub inne zwierzęta takie jak ptaki, nietoperze, ślimaki. Mutualistyczny związek z przenoszącymi pyłek zwierzętami doprowadził do wykształcenia szeregu biochemicznych przystosowań zapewniających korzyści obu stronom.